# PC Praxis
Die PC Praxis (auch PC Pr@xis) war eine von 1987 bis 2014 monatlich im Verlag Data Becker in Düsseldorf erscheinende Computerzeitschrift. Das inhaltlichen Themenkonzept richtete sich – ähnlich der Computer Bild – an Computernutzer mit begrenztem Sachwissen. Die Ressorts gliederten sich in die Bereiche Forum, Windows-Praxis, PC Praxis-DVD, Praxis-Test, Hardware-Test, Foto/Video/Musik-Praxis, Mobil-Praxis und Internet-Praxis.

## Geschichte
Die erste Ausgabe der PC Praxis erschien im Jahre 1987 als Sonderheft der Computerzeitschrift „DATA WELT“, die ab 1984 als Zeitschrift mit Produkttests und Tipps und Tricks zur Heimcomputerprogrammierung erschien und nach kurzer Zeit bereits eine sechsstellige Auflage erreichte. Nach dem Erscheinen des zweiten Sonderhefts als Januar/Februar-Ausgabe 1988 erschien sie zunächst ab März/April zweimonatlich, bevor sie mit der Einstellung der DATA-WELT im September 1989 eine eigenständige monatliche PC-Zeitschrift wurde.
Seit 11/1998 lag jedem Heft eine CD bei, seit Ausgabe 4/2006 eine DVD. Diese enthielten Test- und Vollversionen von Programmen, Free- und Shareware, Sicherheitsprogramme und Treiber. Seit Ausgabe 9/2005 waren auf den Heft-DVDs unregelmäßig sogenannte Power-Packs enthalten. Ein Power-Pack war einem Thema oder Artikel im Heft gewidmet und enthielt eine Vollversion und weitere kleinere Programme, die das Thema abdecken. So gab es beispielsweise Power-Packs zu Windows Vista, Videoschnitt und ähnlichen Themen.
Die PC Praxis erschien bis zur Auflösung des Verlages Data Becker in Düsseldorf, der neben Zeitschriften auch Bücher und Software herausgab, monatlich. In den letzten Jahren des Bestehens der PC Praxis wurde die aktuelle Ausgabe immer schon zum Beginn des Vormonats verkauft. Die Zeitschrift wurde Ende 2013 eingestellt, das letzte herausgegebene Heft war die Februar-Ausgabe 2014. Die verbliebenen Abonnenten erhielten nahtlos die c’t des Heise Zeitschriften Verlag.

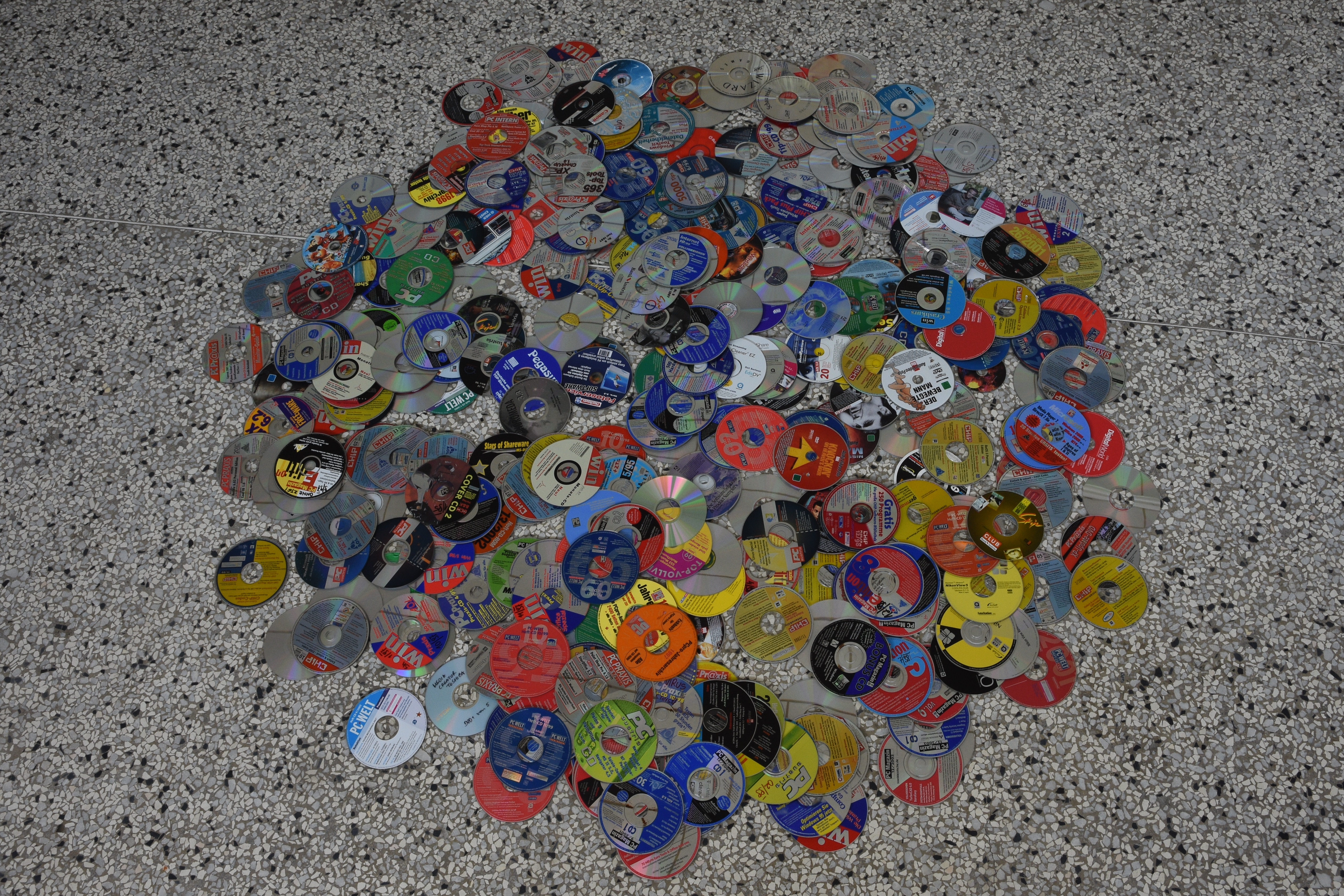
CD und DVD Magazinbeilagen

### Presseratsrüge
2007 rügte der Deutsche Presserat das Magazin wegen Verstoßes gegen den Pressekodex. Es hatte über illegale und „halb-legale“ Software berichtet; eine DVD mit „halb-legaler“ Software lag dem Heft bei. Der Presserat sah darin einen Verstoß gegen journalistische Grundsätze; Herausgeber und Journalisten müssten sich ihrer „Verantwortung gegenüber der Öffentlichkeit und ihrer Verpflichtung für das Ansehen der Presse bewusst sein“.

## Auflagenstatistik
Im vierten Quartal 2012 lag die durchschnittliche monatlich verbreitete Auflage nach IVW bei 65.545 Exemplaren. Das sind 13,16 Prozent (9.933 Hefte) weniger als im Vergleichsquartal des Vorjahres. Die Abonnentenzahl nahm innerhalb eines Jahres um 1.594 auf 12.113 Abonnenten ab (−11,63 %). 18,48 Prozent der Leser bezogen die Zeitschrift im Abonnement.
| Anzahl der monatlich verbreiteten Ausgaben | Anzahl der monatlich verbreiteten Ausgaben | Anzahl der monatlich verbreiteten Ausgaben | Anzahl der monatlich verbreiteten Ausgaben | Anzahl der monatlich verbreiteten Ausgaben |
| ------------------------------------------ | ------------------------------------------ | ------------------------------------------ | ------------------------------------------ | ------------------------------------------ |
| Quartal                                    |                                            |                                            | Auflage a                                  |                                            |
| IV/1998                                    | IV/1998                                    |                                            | 227.763                                    | 227.763                                    |
| IV/1999                                    | IV/1999                                    |                                            | 209.158                                    | 209.158                                    |
| IV/2000                                    | IV/2000                                    |                                            | 228.662                                    | 228.662                                    |
| IV/2001                                    | IV/2001                                    |                                            | 258.917                                    | 258.917                                    |
| IV/2002                                    | IV/2002                                    |                                            | 201.370                                    | 201.370                                    |
| IV/2003                                    | IV/2003                                    |                                            | 192.858                                    | 192.858                                    |
| IV/2004                                    | IV/2004                                    |                                            | 172.844                                    | 172.844                                    |
| IV/2005                                    | IV/2005                                    |                                            | 174.785                                    | 174.785                                    |
| IV/2006                                    | IV/2006                                    |                                            | 138.597                                    | 138.597                                    |
| IV/2007                                    | IV/2007                                    |                                            | 139.077                                    | 139.077                                    |
| IV/2008                                    | IV/2008                                    |                                            | 141.506                                    | 141.506                                    |
| IV/2009                                    | IV/2009                                    |                                            | 116.286                                    | 116.286                                    |
| IV/2010                                    | IV/2010                                    |                                            | 93.777                                     | 93.777                                     |
| IV/2011                                    | IV/2011                                    |                                            | 75.478                                     | 75.478                                     |
| IV/2012                                    | IV/2012                                    |                                            | 65.545                                     | 65.545                                     |
| Quelle: IVW                                |                                            |                                            |                                            |                                            |

| Anzahl der monatlich verkauften Abonnements | Anzahl der monatlich verkauften Abonnements | Anzahl der monatlich verkauften Abonnements | Anzahl der monatlich verkauften Abonnements | Anzahl der monatlich verkauften Abonnements |
| ------------------------------------------- | ------------------------------------------- | ------------------------------------------- | ------------------------------------------- | ------------------------------------------- |
| Quartal                                     |                                             |                                             | Abos a                                      |                                             |
| IV/1998                                     | IV/1998                                     |                                             | 32.026                                      | 32.026                                      |
| IV/1999                                     | IV/1999                                     |                                             | 30.368                                      | 30.368                                      |
| IV/2000                                     | IV/2000                                     |                                             | 28.119                                      | 28.119                                      |
| IV/2001                                     | IV/2001                                     |                                             | 26.353                                      | 26.353                                      |
| IV/2002                                     | IV/2002                                     |                                             | 26.324                                      | 26.324                                      |
| IV/2003                                     | IV/2003                                     |                                             | 24.343                                      | 24.343                                      |
| IV/2004                                     | IV/2004                                     |                                             | 22.302                                      | 22.302                                      |
| IV/2005                                     | IV/2005                                     |                                             | 21.043                                      | 21.043                                      |
| IV/2006                                     | IV/2006                                     |                                             | 21.245                                      | 21.245                                      |
| IV/2007                                     | IV/2007                                     |                                             | 20.146                                      | 20.146                                      |
| IV/2008                                     | IV/2008                                     |                                             | 18.502                                      | 18.502                                      |
| IV/2009                                     | IV/2009                                     |                                             | 16.715                                      | 16.715                                      |
| IV/2010                                     | IV/2010                                     |                                             | 15.162                                      | 15.162                                      |
| IV/2011                                     | IV/2011                                     |                                             | 13.707                                      | 13.707                                      |
| IV/2012                                     | IV/2012                                     |                                             | 12.113                                      | 12.113                                      |
| Quelle: IVW                                 |                                             |                                             |                                             |                                             |